# Stephanie Labbé
Stephanie Lynn Marie Labbé (Edmonton, 10 ottobre 1986) è una calciatrice canadese, portiere del Paris Saint-Germain e della nazionale canadese.

## Palmarès

### Nazionale
- Algarve Cup: 1

2016
- Bronzo olimpico: 1

Rio de Janeiro 2016
- Oro olimpico: 1

Tokyo 2020